# Ella in Rome: The Birthday Concert
Ella in Rome: The Birthday Concert från 1988 är ett livealbum av Ella Fitzgerald. Inspelningarna gjordes 1958 men upptäcktes i Verves kassavalv först trettio år senare. Ingen kände då till att inspelningarna fanns men de gavs nu omedelbart ut på cd. Albumet gick direkt in på första plats på Billboards jazzlista.
De inspelade konserterna ägde rum i Rom på Fitzgeralds 41-årsdag (som man vid den här tiden trodde var hennes 40-årsdag) och anses vara en av hennes bästa liveinspelningar vid sidan av den mer berömda konserten i Berlin två år senare (Ella in Berlin: Mack the Knife).

## Låtlista
1. Introduction by Norman Granz – 0:22
2. St. Louis Blues (W.C. Handy) – 5:59
3. These Foolish Things (Jack Strachey/Harry Link/Eric Maschwitz) – 3:28
4. Just Squeeze Me (Duke Ellington/Lee Gaines) – 3:16
5. Angel Eyes (Matt Dennis/Earl Brent) – 3:26
6. That Old Black Magic (Harold Arlen/Johnny Mercer) – 3:59
7. Just One of Those Things (Cole Porter) – 3:17
8. I Loves You, Porgy (George Gershwin/Ira Gershwin/DuBose Heyward) – 4:54
9. It's All Right with Me (Cole Porter) – 2:38
10. I Can't Give You Anything But Love (Jimmy McHugh/Dorothy Fields) – 3:30
11. A Second Introduction by Norman Granz – 0:57
12. When You're Smiling (Larry Shay/Mark Fisher/Joe Goodwin) – 1:39
13. A Foggy Day in London Town (George Gershwin/Ira Gershwin) – 3:09
14. Midnight Sun (Johnny Mercer/Lionel Hampton/Francis Burke) – 3:50
15. The Lady Is a Tramp (Richard Rodgers/Lorenz Hart) – 2:38
16. Sophisticated Lady (Duke Ellington/Irving Mills/Mitchell Parish) – 3:58
17. Caravan (Juan Tizoll/Irving Mills) – 2:44
18. Stompin' at the Savoy (Edgar Sampson/Andy Razaf) – 7:11

## Inspelningsdata
Inspelad live under två konserter på Teatro Sistina i Rom
Spår 4, 5, 12, 15, 16 på eftermiddagskonserten
Spår 2, 3, 6–10, 13, 14, 17, 18 på kvällskonserten

## Medverkande
- Ella Fitzgerald – sång (spår 2–10, 12–17)
- Lou Levy – piano (spår 2–10, 12–17)
- Oscar Peterson – piano (spår 18)
- Herb Ellis – gitarr (spår 18)
- Max Bennett – bas (spår 2–10, 12–17)
- Ray Brown – bas (spår 18)
- Gus Johnson – trummor (spår 2–10, 12–17)